# António A. de Freitas
António Angelo Bastos Alves de Freitas (Cuamba, Moçambique, 22 de dezembro de 1947) é um imunologista português.
Em 1970 concluiu a licenciatura em Medicina na Universidade de Lisboa, Portugal, e em 1976 recebeu o grau de Doutor em Imunologia pela Universidade de Glasgow, Escócia, Reino Unido.
Actualmente é Professor do Instituto Pasteur em Paris, onde dirige uma unidade de investigação Pasteur e uma unidade mista Pasteur/CNRS.
Entre 1997 e 2000 exerceu o cargo de director do Departamento de Imunologia do Instituto Pasteur.
Tem contribuições cientificas importantes no estudo dos mecanismos de controle do número de linfócitos - Homeostasia Linfocitária.
Em 1987 foi-lhe atríbuido o prémio Gulbenkian de Ciência  que recebeu conjuntamente com os professores Benedita Rocha e António Coutinho.
Em 2009 publicou um livro intitulado "Tractus immuno-logicus: a brief history of the immune system". Em 2010 foi-lhe concedido uma European Research Council advanced grant.
O professor António Freitas é sócio honorário da Sociedade Portuguesa de Imunologia.

## Publicações
A. A. Freitas tem mais de 130 publicações. .

## References
1. ↑  «Population biology of lymphocytes: the flight for survival». Annual Reviews of Immunology 18, 83-111 (2000)